# كأس الخليج العربي 12
أقيمت بطولة كأس الخليج العربي الثانية عشر في دولة الإمارات العربية المتحدة، من تاريخ 3 نوفمبر 1994 إلى 16 نوفمبر 1994، أقيمت جميع المباريات على ملعب مدينة زايد الدولي. بلغ عدد مباريات البطولة 15 مباراة، وعدد الاهداف 34 هدف.
فاز منتخب السعودية لكرة القدم بلقب هذه البطولة للمرة الأولى في تاريخه، وقد تقاسم لقب هداف البطولة كل من السعودي فؤاد أنور والقطري محمود صوفي برصيد أربعة أهداف، وقد نال جائزة أفضل لاعب في البطولة الإماراتي محمد علي، وحصل الإماراتي محسن مصبح على جائزة أفضل حارس في الدورة.

## الفرق المشاركة
- الإمارات العربية المتحدة (الدولة المستضيفة)
- السعودية (حامل اللقب)
- قطر
- البحرين
- عمان
- الكويت

## حفل الافتتاح
تم عرض اوبريت حلم الصحراء في حفل افتتاح البطولة بعرض جميل ورائع يبرز انتقال الإمارات من ثلاثة لوحات تبدا بحياة الصحراء إلى البحر وصيد الؤلؤ ثم ما بعد مرحلة اكتشاف النفط وقد حضر الافتتاح بلاتيني الفرنسي والبرازيلي جواو هافيلانج رئيس الفيفا. استعانت اللجنة المنظمة للحفل بخبراء ومستشارين من فرنسا وأستراليا في حفل الافتتاح لتنفيذ فقرات العروض المبتكرة في الحفل، حيث تمت الاستعانة بالليزر لتصوير الرمال والماء الذي يسري في عروقها والأمواج والأنوار، استمر الحفل لمدة 36 دقيقة، واختتم كما بدأ بإطلاق الأسهم النارية لكن بشكل مكثف.

## الترتيب النهائي
| المنتخب                  | لعب | ف | ت | خ | له | عليه | فرق | النقاط |
| ------------------------ | --- | - | - | - | -- | ---- | --- | ------ |
| السعودية                 | 5   | 4 | 1 | 0 | 10 | 4    | +6  | 13     |
| الإمارات العربية المتحدة | 5   | 3 | 2 | 0 | 7  | 1    | +6  | 11     |
| البحرين                  | 5   | 1 | 3 | 1 | 5  | 6    | -1  | 5      |
| قطر                      | 5   | 1 | 1 | 3 | 6  | 8    | -2  | 3      |
| الكويت                   | 5   | 1 | 1 | 3 | 2  | 6    | -4  | 3      |
| عمان                     | 5   | 0 | 2 | 3 | 4  | 9    | -5  | 2      |

## المباريات
| الإمارات                          | 0:2 | قطر |
| --------------------------------- | --- | --- |
| عدنان الطلياني محمد علي ضربة جزاء |     |     |

.
| البحرين               | 1:2 | الكويت      |
| --------------------- | --- | ----------- |
| حميد درويش فياض محمود |     | عبيد الشمري |

.
| السعودية  | 1:2 | عمان            |
| --------- | --- | --------------- |
| فؤاد أنور |     | الطيب عبد النور |

.
| الإمارات     | 1:1 | السعودية    |
| ------------ | --- | ----------- |
| إسماعيل راشد |     | سامي الجابر |

.
| البحرين    | 1:1 | عمان       |
| ---------- | --- | ---------- |
| فياض محمود |     | سيف الحبشي |

.
| الكويت   | 0:1 | قطر |
| -------- | --- | --- |
| علي مروي |     |     |

.
| قطر                            | 2:4 | عمان               |
| ------------------------------ | --- | ------------------ |
| محمود صوفي جمعه سالم عادل خميس |     | أحمد علي ضربة جزاء |

.
| الإمارات                    | 0:2 | الكويت |
| --------------------------- | --- | ------ |
| إسماعيل راشد عدنان الطلياني |     |        |

.
| السعودية                           | 1:3 | البحرين    |
| ---------------------------------- | --- | ---------- |
| فهد المهلل سعيد العويران خالد مسعد |     | مبارك خميس |

.
| السعودية            | 1:2 | قطر        |
| ------------------- | --- | ---------- |
| أحمد جميل فؤاد أنور |     | محمود صوفي |

.
| الإمارات | 0:0 | البحرين |
| -------- | --- | ------- |
|          |     |         |

.
| الكويت | 0:0 | عمان |
| ------ | --- | ---- |
|        |     |      |

.
| قطر        | 1:1 | البحرين    |
| ---------- | --- | ---------- |
| محمود صوفي |     | حميد درويش |

.
| السعودية             | 0:2 | الكويت |
| -------------------- | --- | ------ |
| فهد المهلل فؤاد أنور |     |        |

.
| الإمارات | 0:2 | عمان |
| -------- | --- | ---- |
| محمد علي |     |      |

## المصدر
الموقع الرسمي لكأس الخليج  نسخة محفوظة 5 فبراير 2018 على موقع واي باك مشين.